# Christopher Cristaldo
Christopher Cristaldo Zambrini (Paraguay; 15 de enero de 1995) es un futbolista australiano-paraguayo nacido en Argentina, hijo de inmigrantes paraguayos.
Juega de delantero y su equipo actual es el Moreland City de la Primera División de Victoria. Es hijo del exfutbolista Victor Cristaldo.

## Trayectoria

### Melbourne Victory

#### Temporada de 2012–13
El 17 de noviembre de 2012, Cristaldo debutó en la A-League de 2012–13 para el Melbourne Victory cuando entró en la cancha por Andrew Nabbout en el minuto 71 en un partido contra Central Coast Mariners que terminó empatado 2 a 2.
Cristaldo jugó su segundo partido para el Melbourne Victoru el 23 de marzo de 2013. Entró en la cancha contra Perth Glory, replazándole al argentino Marcos Flores, y anotando un gol en el minuto 89 para empatar el partido. Perth Glory últimamente metió un gol en el minuto 94 para ganar el partido 3 a 2.
Cristaldo logró su tercer partido para el Melbourne Victory en la temporada de 2012–13 en una victoria de 3 a 2 contra Wellington Phoenix el 31 de marzo de 2013. Entró en la cancha por el neozelandés Marco Rojas.

#### Temporada de 2013–14
El 4 de enero de 2014, Cristaldo hizo su debut por Melbourne Victory para la temporada de 2013–14, entrándo en el segundo tiempo de suplente por brasileiro Guilherme Finkler en una derrota de 3 a 0 contra Brisbane Roar.
El 18 de enero de 2014, Cristaldo era suplente en una derrota de 5 a 0 contra Wellington Phoenix.

#### Liga de Campeones de la AFC de 2014
El 15 de abril de 2014, Cristaldo fue convocado para el equipo de Melbourne Victory en una victoria de 2-0 contra el Guangzhou Evergrande de China en la Liga de Campeones de la AFC de 2014, era suplente y no jugó en el partido.

### Melbourne City

#### 2015
El 18 de julio de 2015, Cristaldo fue convocado en el plantel de primera de Melbourne City por un amistoso contra Manchester City del Premier league en el Cbus Super Stadium de Australia. Cristaldo entró en la cancha remplazando Harry Novillo en el mintuo 70 del partido.

### Nacional de Asunción
El 17 de julio de 2016, fue anunciado por ABC Paraguay que Cristaldo fichó por Club Nacional de Asunción para el segundo semestre de la Primera División Paraguaya de 2016.
Sobre su fichaje, Cristaldo se convirtió en el duodécimo jugador contratado por el segundo semestre de 2016. Finalmente, él jugó en el plantel juvenil del club también, y salió del club en noviembre después de 4 meses para fichar por Port Melbourne Sharks de la ciudad de Melbourne.

### Port Melbourne Sharks

#### 2016
En noviembre de 2016, Cristaldo fichó por el Port Melbourne Sharks de la Primera División de Victoria. Se contactaron el DT Dominic Barba y el jugador y los dos se pusieron de acuerdos. En el momento de su fichaje, Cristaldo fue uno de siete jugadores en llegar al club. El jugador llegó después de endurar una etapa de varios meses en el Club Nacional de Asunción de la Primera División Paraguaya.

"Yo tuve una etapa de 3 4 meses en Paraguay pero las cosas no salieron pero a la véz lo voy a tomar como buena experiencia. Aprendí muchas cosas en el exterior." – Cristaldo hablando sobre su etapa en el fútbol paraguayo.

#### 2017
El 17 de febrero de 2017, Cristaldo debutó en la liga para Port Melbourne Sharks en una victoria de 4–0 contra South Melbourne. Cristaldo anotó el tercer gol de su equipo en el minuto 58 de partido y jugó de titular en el plantel con exjugador de la Superliga de Grecia Andreas Govas.
El 24 de abril de 2017, Cristaldo anotó su segundo gol para Port Melbourne Sharks en un empate de 2–2 contra Kingston City.
Su último partido para Port Melbourne Sharks fue el 28 de mayo de 2017 contra South Melbourne en una derrota de 2–1.
Por último, Cristaldo salió del club después de jugar en 13 partidos de la liga, anotando 2 goles.

### St. Albans Saints
El 2 de junio de 2017, St. Albans Saints anunció por Twitter el fichaje de Cristaldo. St. Albans, estando en último posición de la liga, fichó al ex Nacional de Paraguay y otro compañero suyo, el arquero Nikola Kostadinoski, ambos siendo transferidos del Port Melbourne Sharks.

### Moreland City
In 2018, Cristaldo, junto a exjugador del A-League Jesse Makarounas, fichó por Moreland City por la temporada de 2018.

## Selección

### Australia

#### Selección sub-17
Cristaldo fue convocado para la selección sub-17 y fue preconvocado en 2011.

#### Selección sub-20
En 2013, participó para la selección sub-20 en un torno en España, anotando un gol contra la selección sub-20 de Arabia Saudita.

### Paraguay
En 2013, diario paraguayo Última Hora publicó que el deseo de Cristaldo era tener una oportunidad con la selección paraguaya sub-20 para el Mundial Sub-20 de 2013 en Turquía. Por último, Cristaldo no fue convocado en el plantel que incluía jugadores como Antonio Sanabria, Derlis González y Brian Montenegro.

### Goles en la selección
| Resultados       | Resultados | Resultados | Resultados          | Lugar  | Estadio          | Fecha | Tipo               | Gol(es) |
| ---------------- | ---------- | ---------- | ------------------- | ------ | ---------------- | ----- | ------------------ | ------- |
| Australia Sub-20 | 3          | 1          | Arabia Saudí Sub-20 | España | Estadio Els Arcs | 2013  | Copa Cotif de 2013 | 1 gol   |

Para un total de 1 gol

## Clubes

### Juveniles
| Club                         | País      | Año       |
| ---------------------------- | --------- | --------- |
| Brimbank                     | Australia | –         |
| Victorian Institute of Sport | Australia | 2009      |
| Melbourne Victory            | Australia | 2011–2015 |
| Melbourne City               | Australia | 2016      |
| Nacional de Asunción         | Paraguay  | 2016      |

### Mayores
| Club                              | País      | Año           |
| --------------------------------- | --------- | ------------- |
| Victoria National Training Centre | Australia | 2011          |
| Melbourne Victory                 | Australia | 2011–2015     |
| Hume City                         | Australia | 2014          |
| Werribee City                     | Australia | 2015          |
| Melbourne City                    | Australia | 2016          |
| Nacional de Asunción              | Paraguay  | 2016          |
| Port Melbourne Sharks             | Australia | 2016–2017     |
| St. Albans Saints                 | Australia | 2017          |
| Moreland City                     | Australia | 2018–Presente |

## Estadísticas
| Club                 | Temporada | Liga             | Liga | Liga  | Continental | Continental | Otro | Otro  | Total | Total |
| Club                 | Temporada | División         | PJ   | Goles | PJ          | Goles       | PJ   | Goles | PJ    | Goles |
| -------------------- | --------- | ---------------- | ---- | ----- | ----------- | ----------- | ---- | ----- | ----- | ----- |
| Nacional de Asunción | 2016      | Primera División | ?    | ?     | ?           | ?           | -    | -     | ?     | ?     |
| Total                | Total     | Total            | -    | -     | -           | -           | -    | -     | -     | -     |

## Vida privada
Cristaldo es el hijo de exfutbolista Victor Cristaldo quién jugó en el Club Presidente Hayes y Sport Colombia de Paraguay, entre otros clubes en su trayectoria. Siendo muy joven Cristaldo emigró junto a su familia al país de Oceanía.

## Educación
Terminó su educación secundaria en el Catholic Regional College en 2012 y después estudió en la Universidad de Footscray.